# Międzynarodowy Festiwal Dziecięcych Zespołów Regionalnych Święto Dzieci Gór
Międzynarodowy Festiwal Dziecięcych Zespołów Regionalnych Święto Dzieci Gór – festiwal organizowany przez Małopolskie Centrum Kultury Sokół w Nowym Sączu od 1992 roku z inicjatywy dyrektora instytucji – Antoniego Malczaka. W założeniach nawiązujący do przedwojennego wydarzenia Święta Gór zainicjowanego przez ówczesny Związek Ziem Górskich. W festiwalu udział biorą wyłącznie dziecięce zespoły folklorystyczne, pochodzące z regionów górskich Polski oraz z zagranicy.

## Historia
Inicjatorem festiwalu oraz jego dyrektorem jest Antoni Malczak. Natomiast kierownikiem biura organizacyjnego Małgorzata Kalarus (od 2007 roku), wcześniej tę funkcję sprawowała Marzanna Raińska (od 1992 do 2003) oraz Liliana Olech (do 2004 do 2006). Od samego początku festiwalu jego gospodarzem, a zarazem reżyserem koncertów jest Józef Broda.
We wszystkich dotychczasowych edycjach festiwalu wystąpiło ponad 300 dziecięcych zespołów, z czego ponad 150 pochodziło z zagranicy z ponad 60 krajów świata.

## Założenia programowe
Główną zasadą Festiwalu jest „uczyć przez zabawę”. Impreza nie ma charakteru konkursowego. Prezentowane programy zespołów są przystosowane do wieku i możliwości interpretacyjnych dziecka, a ich podstawę stanowią dziecięce gry i zabawy charakterystyczne dla danego regionu. Uczestnicy Festiwalu: zespoły polskie i zagraniczne, łączone są w pary kamrackie wspólnie biorące udział w koncertach i imprezach towarzyszących, co stwarza dzieciom możliwość bliższego poznania się w codziennym festiwalowym życiu oraz nawiązania bardziej bezpośrednich kontaktów.

## Prowadzenie koncertów
Od pierwszej edycji Festiwalu gospodarzem i reżyserem koncertów jest znany multiinstrumentalista, budowniczy instrumentów ludowych, pedagog Józef Broda.

## Wydarzenia towarzyszące
Przez cały festiwalowy weekend oprócz koncertów dopołudniowych oraz wieczornych odbywają się liczne wydarzenia towarzyszące:
- korowód zespołów,
- pokaz sztucznych ogni,
- wystawy twórczości ludowej, fotografii,
- Ogólnopolskie Warsztaty Instruktorskie,
- kiermasz twórczości ludowej i rękodzieła artystycznego,
- warsztaty etnodizajnu MAŁA AKADEMIA FOLKLORU,
- DNI U POLSKICH PRZYJACIÓŁ – wizyty zespołów zagranicznych w rodzinnych miejscowościach zespołów polskich,
- koncerty na estradach plenerowych poza Nowym Sączem[4].